# Am 별
Am 별(Am star) 또는 금속선 별(metallic-line star)은 스펙트럼 띠에서 다양한 금속선이 강하게 나타는 A형 특이별을 일컫는다. 이 기현상은 몇몇 원들이 표면으로 향하는 더 많은 빛을 흡수하는 동안 다른 것들은 중력으로 인하여 아래로 가라앉기 때문에 일어난다. 이런 현상은 별의 자전속도가 느릴 때만 일어난다.
일반적으로, A형 별은 빠르게 자전한다. 대부분의 Am 별은 쌍성계를 이루며 별들의 자전은 조석 고정 때문에 서서히 느려진다.
가장 많이 알려진 금속선 별은 시리우스 (큰개자리 α)이다. 아래의 표는 몇몇 금속선 별을 겉보기 등급이 낮은 순서대로 배열해 놓은 것이다.
| 이름        | 명명법          | 겉보기 등급 |
| ----------- | --------------- | ----------- |
| 시리우스 A  | 큰개자리 α A    | −1.47       |
| 카스토르 Ba | 쌍둥이자리 α Ba | 2.96        |
|             | 날치자리 α      | 4.00        |
| 아쿠벤스 A  | 게자리 α A      | 4.26        |
| 쿠르하      | 세페우스자리 ξ  | 4.29        |
|             | 남십자자리 θ1   | 4.30        |
|             | 큰곰자리 2      | 5.46        |
|             | 두루미자리 τ3   | 5.72        |
|             | 마차부자리 WW   | 5.82        |